# Albert Demuyser

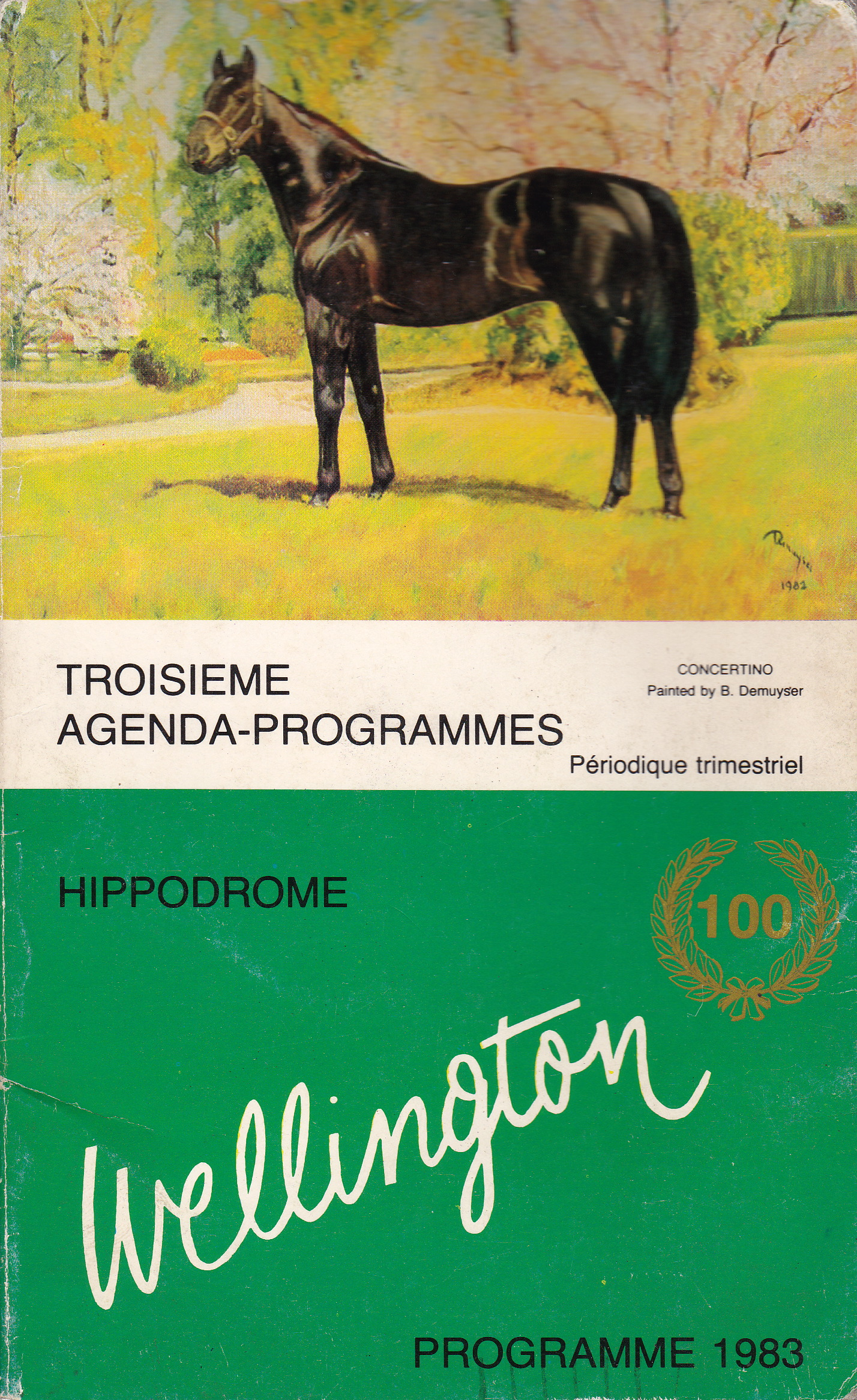

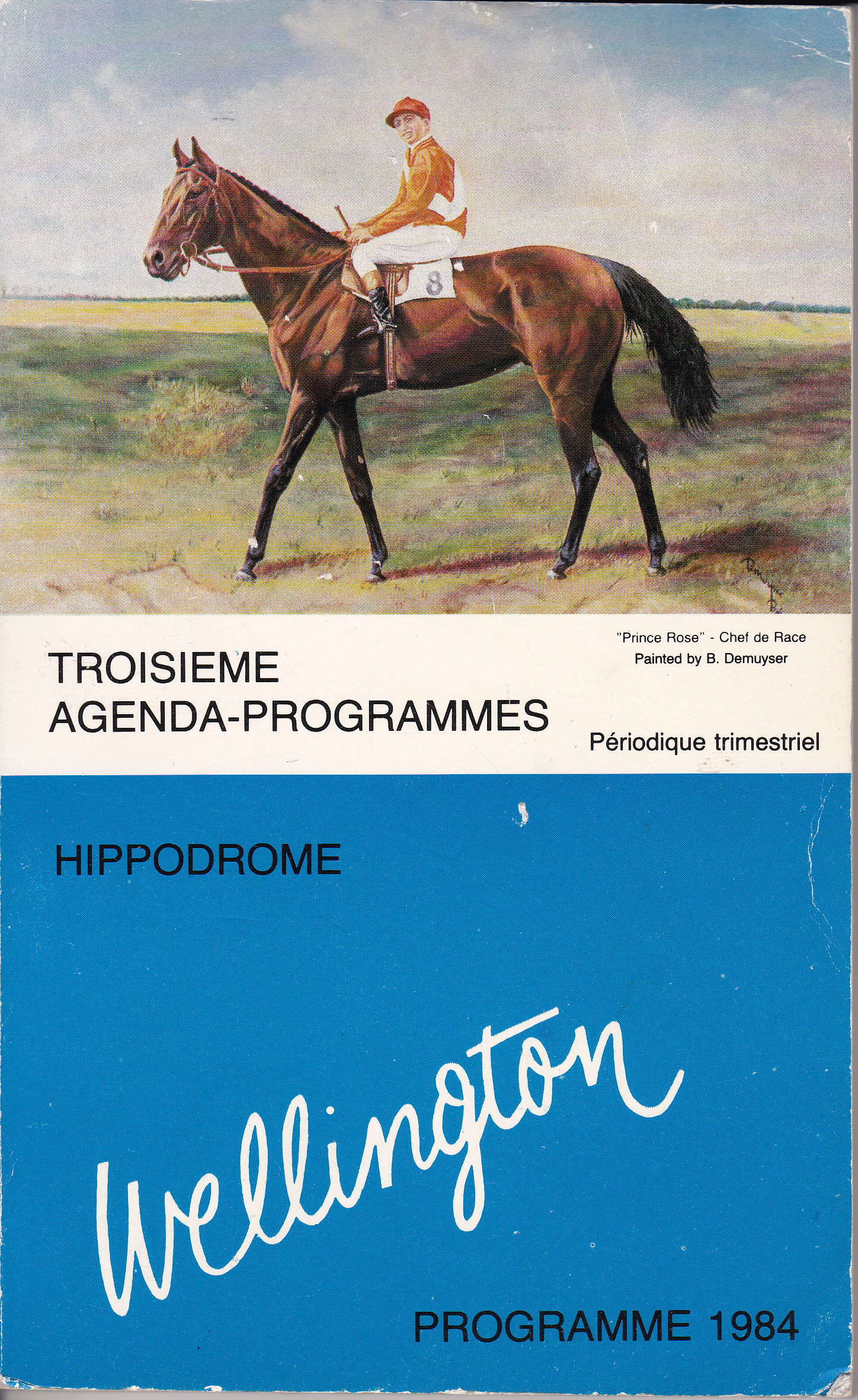

Albert-Joseph-Léon „Bob“ Demuyser (* 3. September 1920 in Laeken; † 15. Juni 2003 in Uccle) war ein belgischer Maler und Rennstallbesitzer. In seiner Arbeit hatte er eine Vorliebe für naturgetreue Bilder von Pferden.

## Bibliografie
- Michel de Muyser, Le Parchemin, Crayon généalogique de la famille de Muyser, 1987.
- Paul Piron, Dictionary of the plastician artists of Belgium in the 19 th and 20 th centuries. Edition Art of Belgium.
- Jean-François Houtart, OGHB, Anciennes familles de Belgique, 2008, p. 87.
- Michel de Muyser Lantwyck, Autour du manoir Coeckelberghe à Vaalbeek, Le Parchemin, 2017

## Künstlerische Karriere

### 1980–1983
Norcliffe  - Gap of Dunloe - Sharpman - Trepan - Sharafaz - Raja Baba - Vitriolic - Étalon Anglais - Le Laboureur - Playfull River (1982) - Our Talisman - Top Command - Hawkin's Special - Shirley Heights (1982) - Cadoudal - Concertino - Assert (1982) - Is It Safe - Peire (1983) - Never have Mercy - Northern Baby (1983) - Toscanito

### 1984–1997
Realm Sound - Gap of Dunloe - Prince Rose - Rare Stone - North Jet - Noblequest (1985) - Wouter Raphorst - Chief Singer (1985) - Hegor The Horrible - Lou Piguet - Flash of Steel - Crystal So - Mr. Paganini - Northern Sound - Master Reef - Danehill's foal - Le Labrador - Knight Moves (1993) - Daggers drawn (1997) - Garuda (Yearling) - Crying Knight - The farrier - Be My Best

## Gemäldegalerie

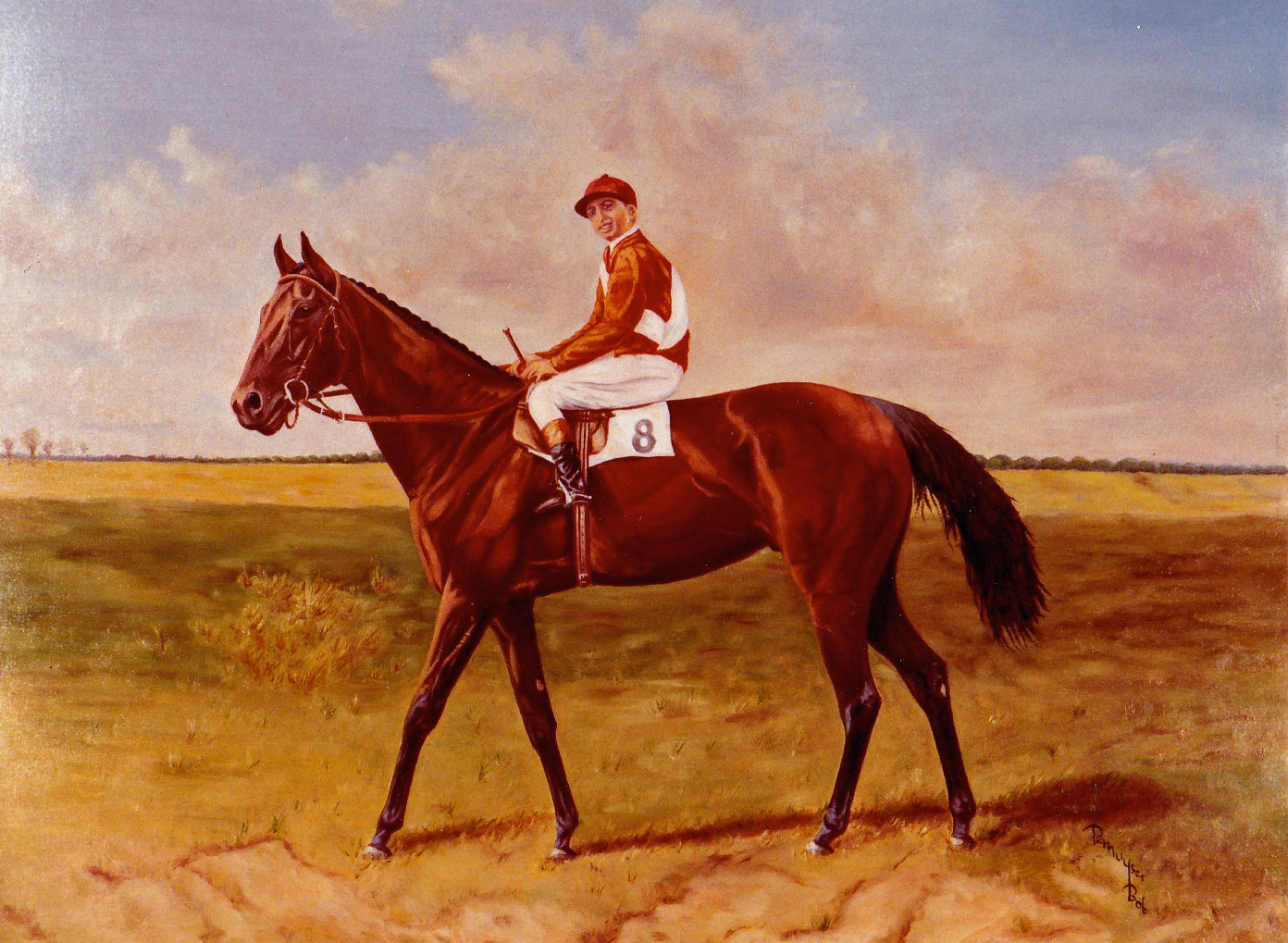
Prince Rose, Öl auf Leinwand
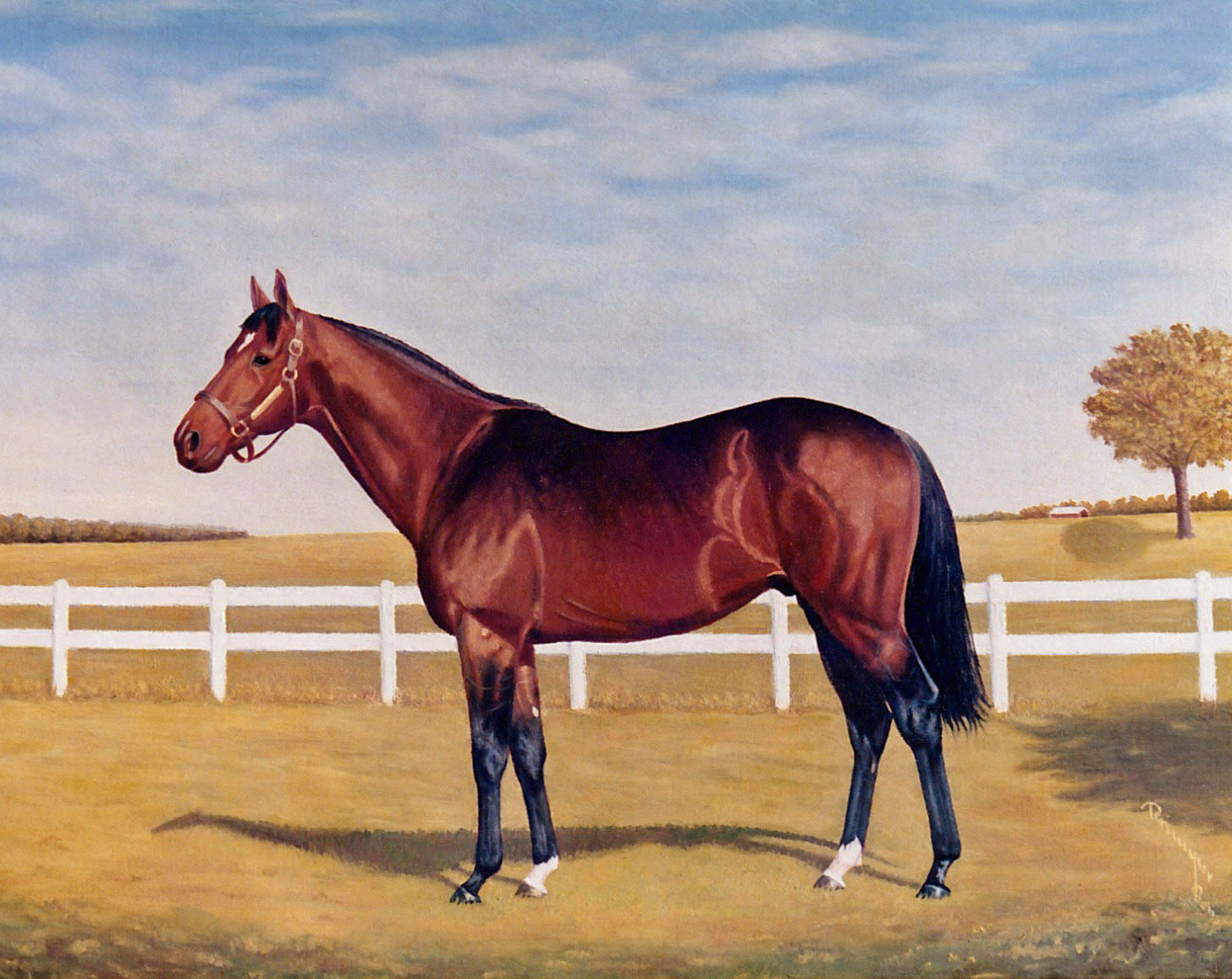
Lou Piguet, Öl auf Leinwand
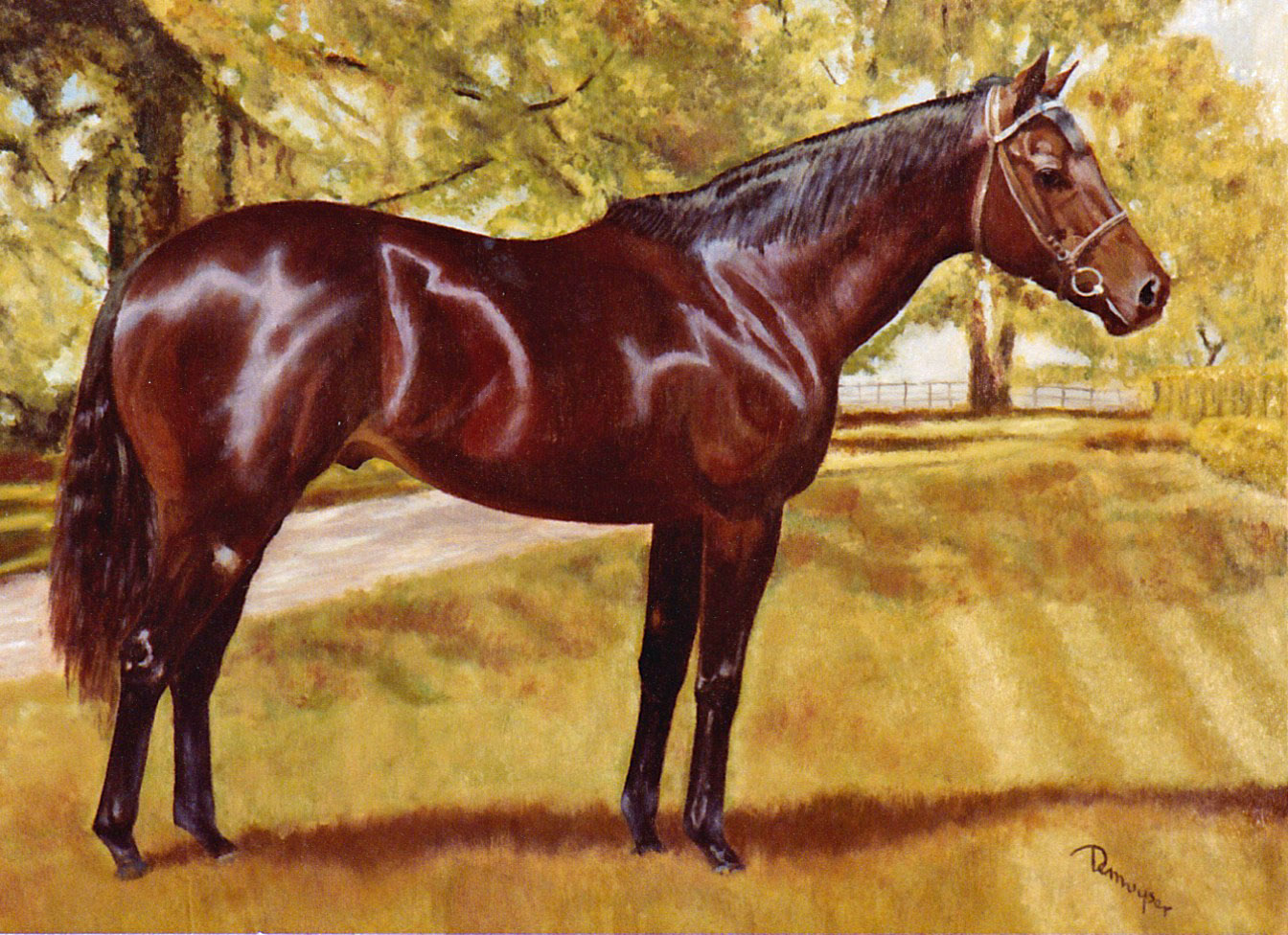
Our Talisman, Öl auf Leinwand
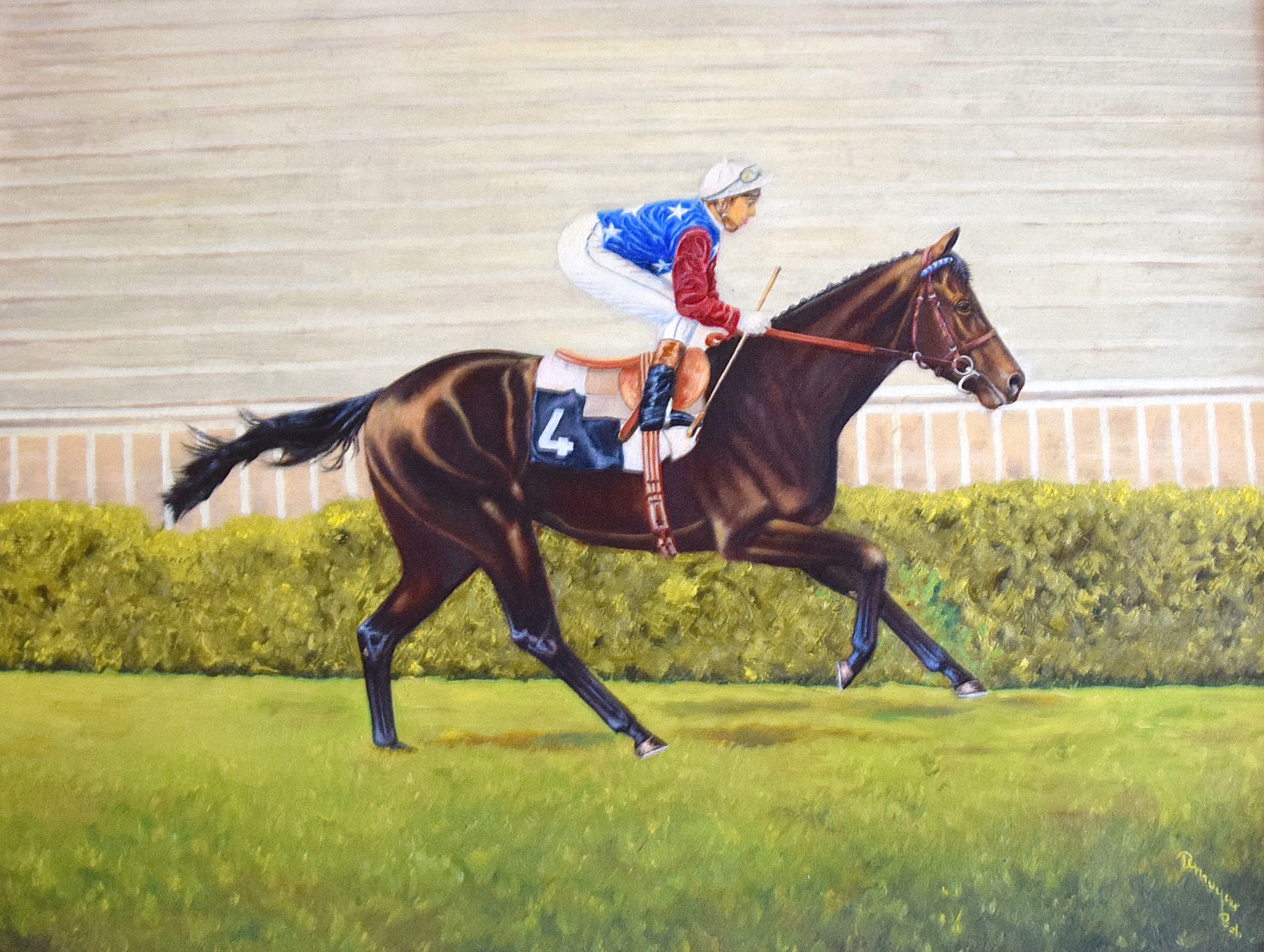
Gap of Dunloe, Öl auf Leinwand
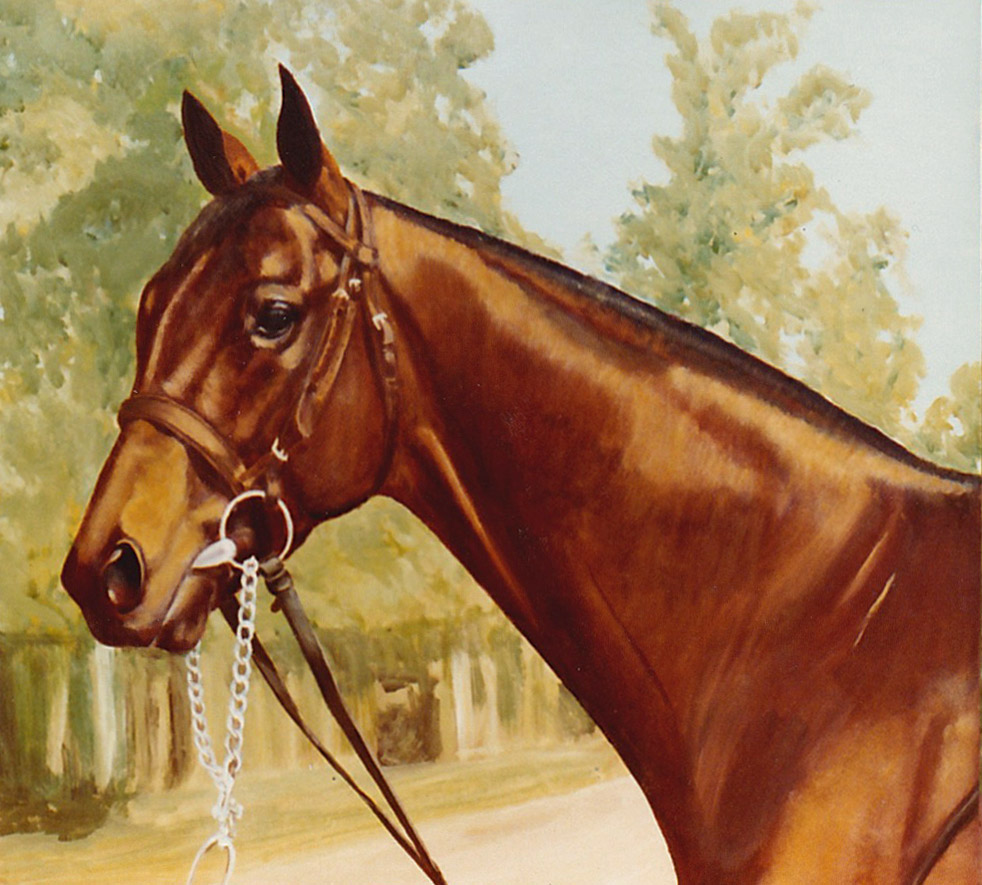
Norcliffe, Öl auf Leinwand
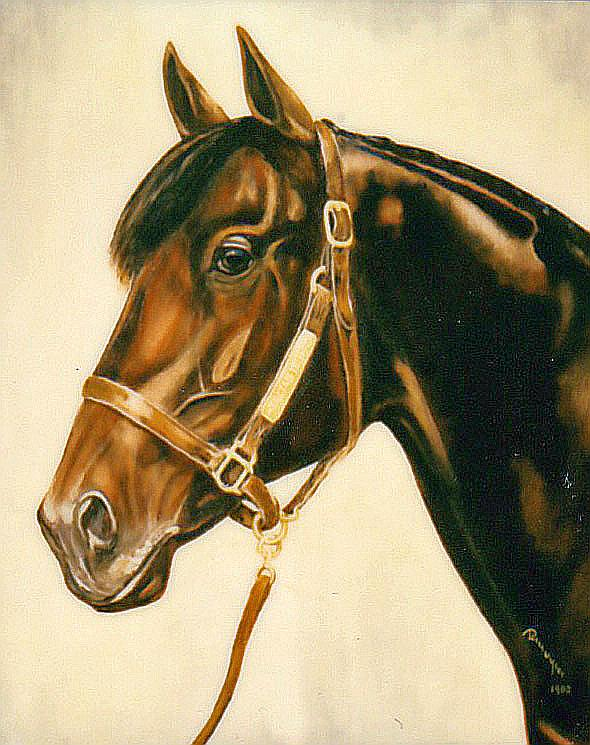
Shirley Heights, Öl auf Leinwand
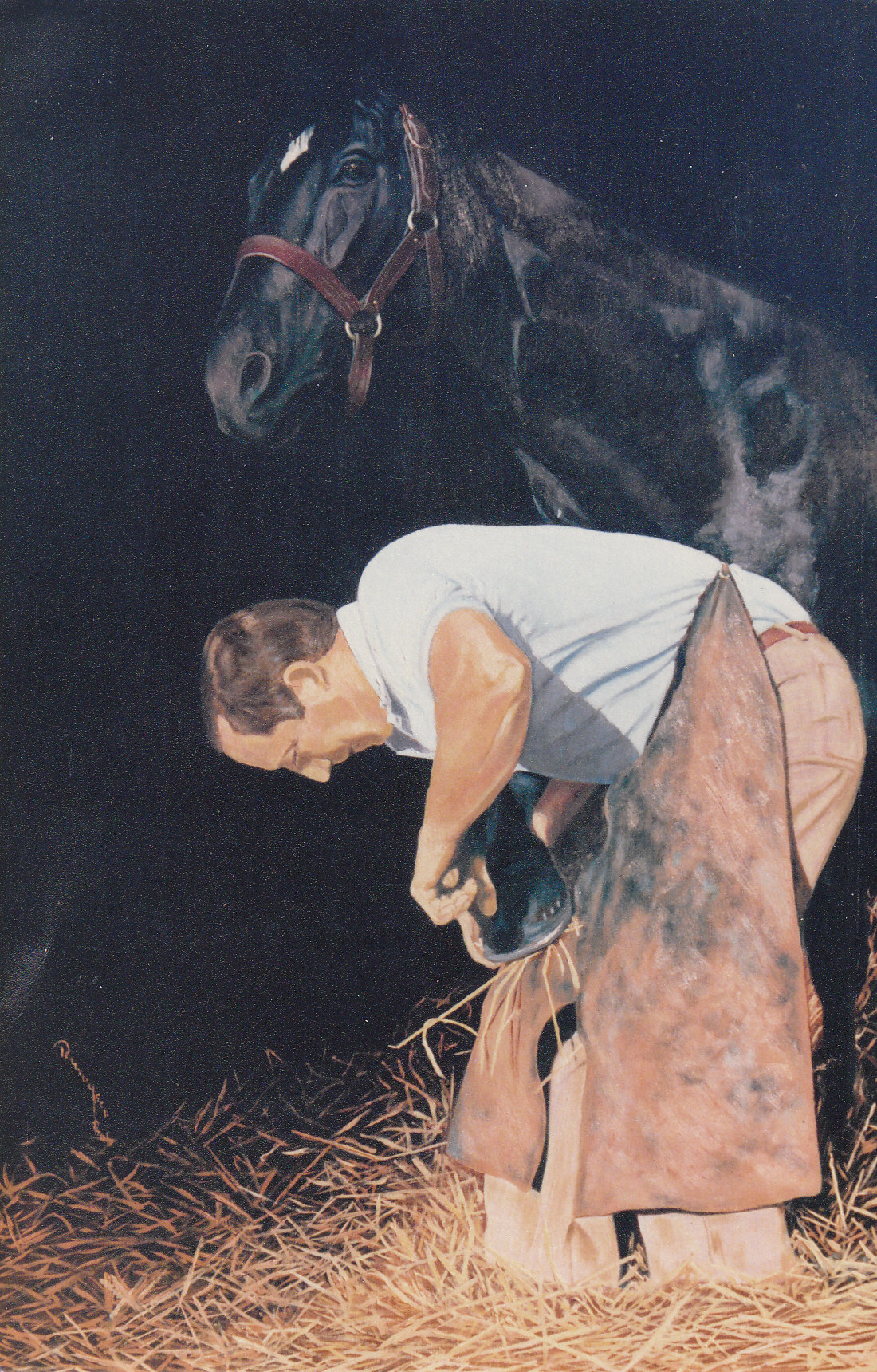
Der Hufschmied, Öl auf Leinwand
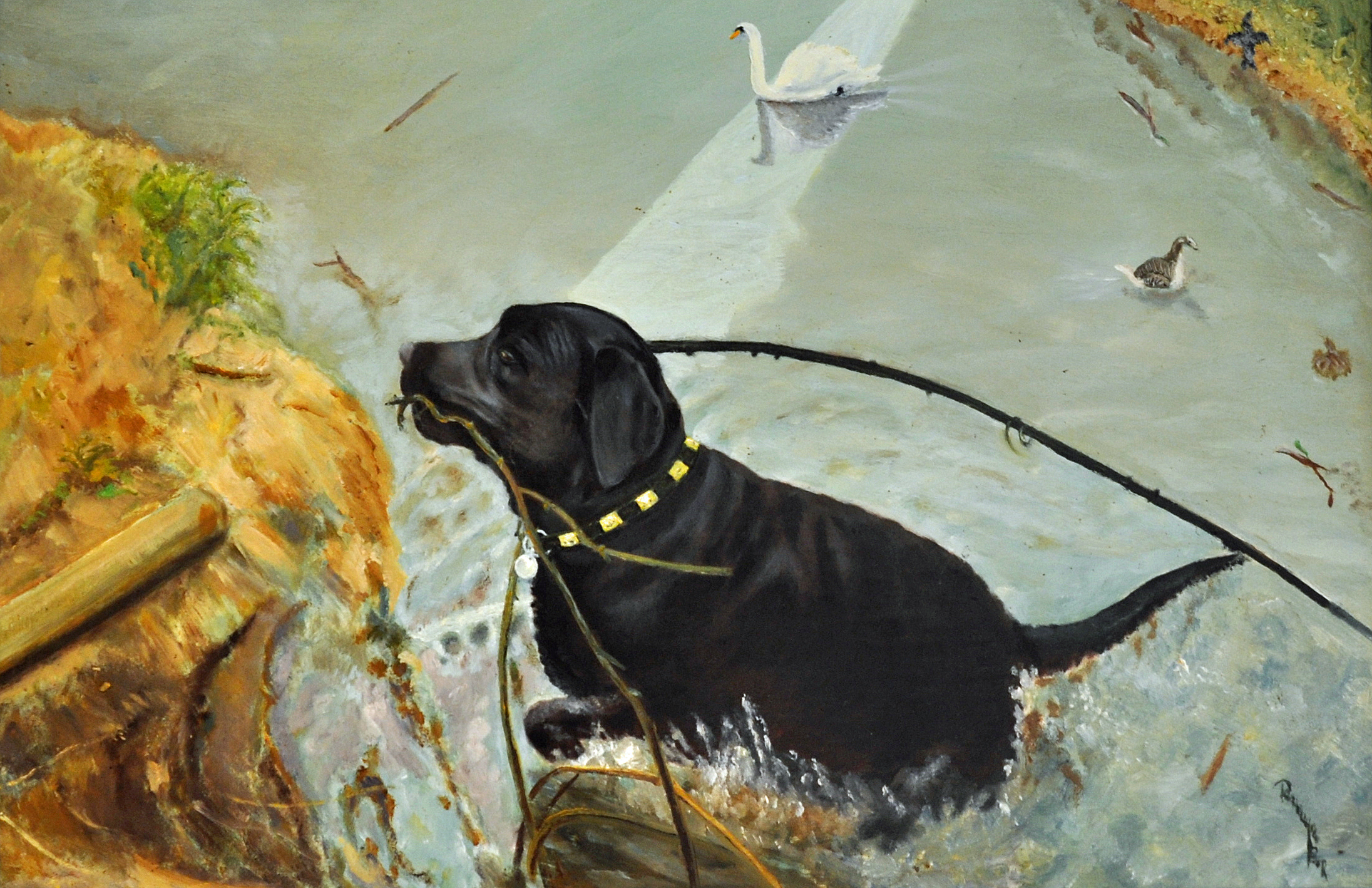
The Labrador Retriever, Öl auf Leinwand

## Turf palmarés in Deutschland
- Zweite von der Preis von Europa, Weidenpescher Park, 1998